# Championnat d'Amérique masculin de rink hockey 2008
Navigation
Brésil 2007 Catalogne 2010
Le Championnat d'Amérique de rink hockey masculin 2008 est la seconde édition masculine de la compétition organisée par la Confédération sud-américaine de roller (Confederació Sud-americana del Patí, CSP). Il se dispute dans la capitale argentine, Buenos Aires, entre le 14 et le 19 juillet 2008. La compétition réunit les sélections nationales masculines de rink hockey du Brésil, d'Argentine, de Catalogne, du Chili et de l'Uruguay. Les matchs se jouent sur la piste du CA Huracán, qui fête cette année son centenaire.
Les arbitres qui officient durant les rencontres sont Marc Soler (Catalogne), Luis Alesandrino (Brésil), Luis Reyes (Chili) et Marcelo Saab, Néstor Castro et Daniel Costa (Argentine).
La veille de la compétition, la sélection du Paraguay décide finalement de se retirer. Elle est donc remplacée par une sélection de Buenos Aires, composée uniquement de joueurs de moins de 20 ans. Les rencontres jouées contre cette équipe ne sont pas comptabilisées dans le tournoi et sont considérées comme amicales.
La télévision publique catalane a retransmis la finale et la demi-finale disputées par la Catalogne contre le Brésil et l'Argentine. Ces deux matchs ont été retransmis en direct sur Canal 33 et les commentaires assurés par le journaliste Joan Ramon Vallvé et par le capitaine de la sélection d'Uruguay, Claudio Maeso. La chaîne Catalunya Ràdio a également retransmis en direct la finale, en proposant un programme spécial débutant une demi-heure avant le début de la rencontre. En parallèle, la chaîne argentine Radio Patinando retransmet la finale du tournoi sur internet et à travers les ondes hertziennes.
En fin d'après-midi précédant le début de la compétition, les équipes participantes ont l'occasion d'essayer la piste du tournoi. Se succèdent les Brésiliens, les Catalans, les Chiliens, les Uruguayens, les jeunes de Buenos Aires et enfin les Argentins. Le premier jour de la compétition est marqué par une réunion des délégations à 11 h 0 et une conférence de presse de présentation du tournoi à 13 h 0.

## Participants
| Équipes                   |
| ------------------------- |
| Argentine                 |
| Brésil                    |
| Catalogne                 |
| Sélection de Buenos Aires |
| Uruguay                   |
| Chili                     |

### Argentine
La sélection argentine souhaite conserver son titre acquis lors de la précédente édition. Quatre fois championne du monde (1978, 1984, 1995 et 1999), elle fait figure de favorite pour le titre, d'autant plus qu'elle s'est classée troisième au dernier championnat du monde A disputé à Montreux.
| N°          | Nom             | Poste         | Club                  |
| ----------- | --------------- | ------------- | --------------------- |
| -           | Rafael Ábalos   | Gardien       | Banco Mendoza         |
| -           | Emanuel Cordamo |               | CA Huracán            |
| -           | Lucas Ordoñez   | Attaquant     | CP Tenerife           |
| -           | Lucas Martínez  | Attaquant     | Petroleros de Mendoza |
| -           | Reinaldo García | Attaquant     | HC Liceo              |
| -           | Pablo Martín    | Défenseur     | CDU Estudiantil       |
| -           | Gonzalo Gómez   | Défenseur     | Hockey Breganze       |
| -           | Esteban Ábalos  | Défenseur     | Bassano Hockey 54     |
| -           | José García     | Attaquant     | CV San Juan           |
| -           | César Fraifer   | Gardien       | CV San Juan           |
| Entraineurs |                 |               |                       |
| -           | Miguel Gómez    | Sélectionneur |                       |

### Brésil
La sélection brésilien va tenter de défendre ses chances, malgré l'absence de ses stars retenues par leurs clubs européens. L'équipe est donc constituée principalement de jeunes joueurs inexpérimentés au haut niveau. Les derniers résultats des brésiliens dans des compétitions officielles sont une huitième place au championnat du monde A de 2005 et une septième place pour l'édition 2007. La sélection doit également défendre la troisième place obtenue lors du championnat d'Amérique de rink hockey masculin 2007 (Confederação Brasileira de Hóquei e patinação (en portugais)).
| N°          | Nom                      | Poste         | Club                |
| ----------- | ------------------------ | ------------- | ------------------- |
| -           | Marcelo Tová             | Gardien       | Sertãozinho HC      |
| -           | Rubens da Costa "Rubão"  | Défenseur     | Sertãozinho HC      |
| -           | Rafael Novaes "Ceará"    | Défenseur     | Sport Recife        |
| -           | Rodrigo Bezerra          |               | Portugués de Recife |
| -           | Rivaldo Dias "Bananinha" | Attaquant     | Sport Recife        |
| -           | Jacson Nascimento        | Attaquant     | Portugués de Recife |
| -           | Luis Antonio d'Azevedo   | Milieu        | Sport Recife        |
| -           | Breno Vieira             | Attaquant     | Clube Nautico       |
| -           | Lucas Gouveia            | Défenseur     | Sport Recife        |
| -           | Eduardo Souto            | Gardien       | Sport Recife        |
| Entraineurs |                          |               |                     |
| -           | Antônio Cavallaro        | Sélectionneur |                     |

### Catalogne
La sélection catalane est clairement favorite dans la course au titre, à la suite de sa seconde place lors de l'édition précédente en 2007. Les Catalans arrivent en Argentine forts de leur victoire quinze jours auparavant lors de la Blanes Golden Cup 2008 contre certaines des plus grandes équipes européennes.
La délégation arrive le samedi 12 juillet à l'aéroport del Prat près de Buenos Aires pour participer au tournoi.
Le 17 juillet, après sa qualification pour les demi-finales, les joueurs catalans prennent le temps de visiter une partie de la ville et de manger à la Maison de la Catalogne à Buenos Aires.
| N°          | Nom               | Poste         | Club          |
| ----------- | ----------------- | ------------- | ------------- |
| -           | David Arellano    | Gardien       | CP Vilanova   |
| -           | Roger Rocasalbas  | Défenseur     | CP Vilanova   |
| -           | David Cáceres     | Défenseur     | CE Noia       |
| -           | Joan Manel Grasas | Défenseur     | HC Liceo      |
| -           | Romà Bancells     | Défenseur     | CP Vic        |
| -           | "Jepi" Selva      | Attaquant     | CE Noia       |
| -           | Raül Pelicano     | Attaquant     | Igualada HC   |
| -           | Jordi Molet       | Attaquant     | Reus Deportiu |
| -           | Xavi Lladó        | Défenseur     | CH Lloret     |
| -           | Jaume Llaverola   | Gardien       | HC Liceo      |
| Entraineurs |                   |               |               |
| -           | Jordi Camps       | Sélectionneur |               |

### Sélection de Buenos Aires
À la suite de la défection de dernière minute de la sélection du Paraguay, une sélection est constituée de joueurs de moins de 20 ans de la ville de Buenos Aires. Bien que ne faisant pas partie officiellement de la compétition, les matchs joués permettent aux jeunes joueurs de la sélection d'affronter des joueurs de haut niveau, voire professionnels.
| N° | Nom               | Poste     | Club               |
| -- | ----------------- | --------- | ------------------ |
| -  | Santiago González | Gardien   | C. de Buenos Aires |
| -  | Sanabria          |           | Club Harrods       |
| -  | Marcos Dualde     |           |                    |
| -  | Lucas Escary      | Défenseur | C. de Buenos Aires |
| -  | Facundo Fameli    |           |                    |
| -  | Ezequiel Bruno    |           | Club Harrods       |
| -  | Gastón Caram      |           | CA Vélez Sársfield |
| -  | Mariano Koon      |           | C. de Buenos Aires |
| -  | Fabián Tornamira  | Gardien   | CA Vélez Sársfield |

### Uruguay
L'Uruguay participe à cette compétition dans le but d'améliorer son niveau de jeu, qui les années précédentes a terminé entre la quatrième et la septième place aux championnats du monde B ((es) Federación Uruguaya de Patín y Hockey).
| N° | Nom                | Poste   | Club           |
| -- | ------------------ | ------- | -------------- |
| -  | Mariano Vignapiano | Gardien |                |
| -  | Alexis Mazursky    |         |                |
| -  | Alzugaray          |         |                |
| -  | Ignacio Barran     |         |                |
| -  | Claudio Maeso      |         | PHC Sant Cugat |
| -  | Hernán Mazursky    |         |                |
| -  | Velasco            |         |                |
| -  | Rodríguez          |         |                |

### Chili
La sélection andine se présente à la compétition après avoir terminé à la dixième place du championnat du monde A de rink hockey masculin 2005 et à la onzième place de l'édition 2007. Pour ce tournoi, le sélectionneur chilien, Rodolfo Oyola, opte pour présenter une équipe composée essentiellement de jeunes joueurs ((es) Federación chilena de hockey y patinaje).
| N°          | Nom               | Poste     | Club                    |
| ----------- | ----------------- | --------- | ----------------------- |
| -           | Javier Villalobos | Gardien   | Saint Mary Joseph HC    |
| -           | Diego Miranda     |           | CD Universidad Católica |
| -           | Gonzalo Andrade   |           | CSA de Pamplona         |
| -           | Jorge Salgado     |           |                         |
| -           | Nicolás Fernández |           | Saint Mary Joseph HC    |
| -           | Ricardo Cáceres   |           |                         |
| -           | Bastián Osorio    |           | CH Thomas Bata          |
| -           | Marcelo Calabrese |           | CD Universidad Católica |
| -           | Nicolás Flores    |           |                         |
| -           | Mathias Escudero  | Gardien   | Universidad de Chile    |
| Entraineurs |                   |           |                         |
| -           | Rodolfo Oyola     | Sélection |                         |

## Phase régulière
Les horaires des matchs correspondent à l'heure locale (UTC-3).

### Classement
| Rang | Équipe                    | Pts | J | G | N | P | Bp | Bc | Diff |  | Résultats                 |  |   |   |   |   |   |
| ---- | ------------------------- | --- | - | - | - | - | -- | -- | ---- |  | ------------------------- |  | - | - | - | - | - |
| 1    | Catalogne                 | 12  | 4 | 4 | 0 | 0 | 26 | 4  | +22  |  | Catalogne                 |  | - | - | - | - | - |
| 2    | Argentine                 | 9   | 4 | 3 | 0 | 1 | 34 | 6  | +28  |  | Brésil                    |  |   | - | - | - | - |
| 3    | Chili                     | 6   | 4 | 2 | 0 | 2 | 12 | 17 | -5   |  | Argentine                 |  |   |   | - | - | - |
| 4    | Brésil                    | 3   | 4 | 1 | 0 | 3 | 5  | 23 | -18  |  | Chili                     |  |   |   |   | - | - |
| 5    | Uruguay                   | 0   | 4 | 0 | 0 | 4 | 4  | 31 | -27  |  | Afrique du Sud            |  |   |   |   |   | - |
| 6    | Sélection de Buenos Aires |     |   |   |   |   |    |    |      |  | Sélection de Buenos Aires |  |   |   |   |   |   |

### Feuilles de matchs
Tous les matchs se jouent sur la piste du club CA Huracán de Buenos Aires.

#### 14 juillet 2008
| 14 juillet 2008 | Brésil | 3–5 | Sélection de Buenos Aires |  |
| 17h30           |        |     |                           |  |

| 14 juillet 2008 | Catalogne                                                      | 8–1 | Chili         |  |  |
| 19h00           | Selva 8e, 11e, 20e, 24e Molet 12e, 34e (p), 34e Rocasalbas 39e |     | Fernández 18e |  |  |

20h30 : Cérémonie d'ouverture
| 14 juillet 2008 | Argentine | 14–1 | Uruguay      |                                  |                                  |
| 21h00           | E. Ábalos 1re, 29e J. García 6e, 9e, 26e Gómez 7e, 28e, 29e Martín 10e Ordóñez 18e, 32e, 34e, 37e Cordamo 39e |      | Mazursky 16e | Arbitrage : M. Soler et L. Reyes | Arbitrage : M. Soler et L. Reyes |

#### 15 juillet 2008
| 15 juillet 2008 | Uruguay | 2–7 | Chili |  |
| 18h00           |         |     |       |  |

| 15 juillet 2008 | Catalogne                                                    | 6–3 | Sélection Buenos Aires            |                                        |                                        |
| 19h30           | Pelicano 11e Selva 18e, 29e Bancells 19e Rocasalbas 37e, 39e |     | Escary 14e (p) Koon 27e Caram 31e | Arbitrage : L. Alesandrino et L. Reyes | Arbitrage : L. Alesandrino et L. Reyes |

| 15 juillet 2008 | Argentine                                                                                                | 11–0 | Brésil |                                  |                                  |
| 21h00           | J. García 7e, 7e Ordóñez 14e, 26e E. Ábalos 14e Cordamo 23e Martín 25e, 39e R. García 29e Gómez 36e, 39e |      |        | Arbitrage : L. Reyes et M. Soler | Arbitrage : L. Reyes et M. Soler |

#### 16 juillet 2008
| 16 juillet 2008 | Uruguay | 2–3 | Sélection Buenos Aires |  |
| 9h30            |         |     |                        |  |

| 16 juillet 2008 | Catalogne                                                                            | 8–0 | Brésil |                                   |                                   |
| 11h00           | Bancells 1re Selva 4e, 35e Grasas 12e Molet 18e, 28e Cáceres 33e (fd) Rocasalbas 39e |     |        | Arbitrage : N. Castro et D. Costa | Arbitrage : N. Castro et D. Costa |

| 16 juillet 2008 | Argentine                                       | 6–1 | Chili       |  |  |
| 12h30           | J. García (3) Ordóñez (1) Gómez (1) Cordamo (1) |     | Salgado (1) |  |  |

| 16 juillet 2008 | Brésil | 4–1 | Uruguay |  |
| 18h00           |        |     |         |  |

| 16 juillet 2008 | Chili | 1–1 | Sélection de Buenos Aires |  |
| 19h30           |       |     |                           |  |

| 16 juillet 2008 | Argentine                               | 3–4 | Catalogne                                       |                                        |                                        |
| 21h00           | J. García 25e R. García 33e Ordóñez 34e |     | Rocasalbas 14e Bancells 15e Molet 26e Lladó 31e | Arbitrage : L. Alesandrino et L. Reyes | Arbitrage : L. Alesandrino et L. Reyes |

#### 17 juillet 2008
| 17 juillet 2008 | Uruguay | 0–6 | Catalogne                                         |                                        |                                        |
| 18h00           |         |     | Bancells 7e, 34e Molet 8e, 13e Selva 9e Lladó 39e | Arbitrage : L. Alesandrino et L. Reyes | Arbitrage : L. Alesandrino et L. Reyes |

| 17 juillet 2008 | Brésil | 1–3 | Chili                                 |  |  |
| 19h30           |        |     | Fernández (1) Miranda (1) Cáceres (1) |  |  |

| 17 juillet 2008 | Argentine                                        | 6–0 | Sélection de Buenos Aires |  |  |
| 21h00           | Ordóñez 2e, 7e, 8e Cordamo 25e, 30e Martínez 38e |     |                           |  |  |

## Phase finale
|  | Demi-finales           | Demi-finales           |                        |   | Finale                 | Finale                 |
|  | Demi-finales           | Demi-finales           |                        |   | Finale                 | Finale                 |
|  |                        |                        |                        |   |                        |                        |
|  | 18 juillet 2008, 18h45 | 18 juillet 2008, 18h45 |                        |   | 19 juillet 2008, 18h00 | 19 juillet 2008, 18h00 |
|  | 18 juillet 2008, 18h45 | 18 juillet 2008, 18h45 |                        |   | 19 juillet 2008, 18h00 | 19 juillet 2008, 18h00 |
|  | Catalogne              | 4                      |                        |   | 19 juillet 2008, 18h00 | 19 juillet 2008, 18h00 |
|  | Catalogne              | 4                      |                        |   | 19 juillet 2008, 18h00 | 19 juillet 2008, 18h00 |
|  | Brésil                 | 2                      |                        |   | 19 juillet 2008, 18h00 | 19 juillet 2008, 18h00 |
|  | Brésil                 | 2                      | Catalogne              | 3 |                        |                        |
|  | 18 juillet 2008, 20h30 |                        | Catalogne              | 3 |                        |                        |
|  |                        | Argentine              | 4                      |   |                        |                        |
|  | Argentine              | Argentine              | 4                      | 3 |                        |                        |
|  | Argentine              |                        |                        | 3 |                        |                        |
|  | Chili                  | 1                      |                        |   |                        |                        |
|  | Chili                  | 1                      | Match pour la 3e place |   |                        |                        |
|  |                        |                        |                        |   |                        |                        |
|  | 19 juillet 2008, 16h30 |                        |                        |   |                        |                        |
|  |                        |                        |                        |   |                        |                        |
|  | Brésil                 | 1                      |                        |   |                        |                        |
|  | Brésil                 | 1                      |                        |   |                        |                        |
|  | Chili                  | 5                      |                        |   |                        |                        |
|  | Chili                  | 5                      |                        |   |                        |                        |

### Demi-finales
| 18 juillet 2008 | Catalogne                                 | 4–2 | Brésil               |                                   |                                   |
| 18h45           | Selva 1re Rocasalbas 9e, 18e Bancells 11e |     | Costa 1re Novaes 31e | Arbitrage : N. Castro et D. Costa | Arbitrage : N. Castro et D. Costa |

| 18 juillet 2008 | Argentine                     | 3–1 | Chili       |  |  |
| 20h30           | E. Ábalos 23e, 25e Martín 28e |     | Andrade 29e |  |  |

### 5eet6eplaces
| 18 juillet 2008 | Uruguay | 1–0 | Sélection Buenos Aires |  |
| 15h00           |         |     |                        |  |

### Match pour la troisième place
| 19 juillet 2008 | Brésil | 1-5 | Chili |  |
| 16h30           |        |     |       |  |

### Finale
| 19 juillet 2008 | Catalogne                              | 3–4 | Argentine                                            |                                        |                                        |
| 18h00           | Rocasalbas 4e Càceres 29e Bancells 35e |     | Ordóñez 11e Gómez 13e R. García 39e Martín 47e (csc) | Arbitrage : L. Alesandrino et L. Reyes | Arbitrage : L. Alesandrino et L. Reyes |

La cérémonie de remise des prix se déroule à 19h30.
| Argentine          |
| Champion Argentine |

## Classement final
| Rang | Équipe            |
| ---- | ----------------- |
| 1    | Argentine         |
| 2    | Catalogne         |
| 3    | Chili             |
| 4    | Brésil            |
| 5    | Uruguay           |
| -    | Sél. Buenos Aires |

## Récompenses
- Meilleur joueur :  Lucas Ordóñez
- Meilleur gardien :  Jaume Llaverola